# IC 5005
IC 5005 је спирална галаксија у сазвјежђу Јарац која се налази на листи објеката дубоког неба у Индекс каталогу.
Деклинација објекта је - 25° 49' 44" а ректасцензија 20h 25m 20,0s. Привидна величина (магнитуда) објекта IC 5005 износи 12,9 а фотографска магнитуда 13,6. IC 5005 је још познат и под ознакама ESO 528-4, MCG -4-48-7, AM 2022-255, IRAS 20223-2559, PGC 64657.